# Nová Ves (Třebíči járás)
Nová Ves település Csehországban, a Třebíči járásban. Nová Ves Číhalín, Třebíč, Přibyslavice és Petrovice településekkel határos. Lakosainak száma 260 fő (2024. január 1.).

## Népesség
A település lakosságának változását az alábbi diagram mutatja:
| Lakosok száma | 186  | 215  | 207  | 210  | 214  | 201  | 243  | 241  | 251  | 260  |
|               | 1869 | 1890 | 1921 | 1950 | 1980 | 2001 | 2017 | 2019 | 2022 | 2024 |